# Бекке, Карл Франц фон
Франц Карл фон Бекке (нем. Franz Karl Freiherr von Becke; 31 октября 1818 — 15 января 1870) — австрийский и австро-венгерский государственный деятель, дипломат. Последний министр финансов Австрийской империи (1867); министр финансов Австро-Венгрии в 1867—1870. В 1867 — 1868 одновременно министр финансов и исполняющий обязанности министра торговли Цислейтании. Барон.

## Жизнь и карьера
Франц Карл фон Бекке окончил юридический факультет Пражского университета, в 1840 поступил на австрийскую государственную службу. С В 1846—1850 работал в консульстве в Галаце (Османская империя), с 1850 — в генеральном консульстве в Египте. В 1853—1856 руководил генеральным консульством Австрии в Константинополе. С 1861 снова в Галаце, сопредседатель от Австрии Комиссии по регулированию судоходства на Дунае. В том же году переведен на работу в Триест. С 1865 — шеф секции в Министерстве финансов. Был помощником статс-секретаря Министерства финансов.
В 1867 занял пост министра финансов; после заключения Австро-венгерского соглашения и до самой смерти был министром финансов дуалистической монархии.